# Semiothisa violavittata
Semiothisa violavittata là một loài bướm đêm trong họ Geometridae.